# 굿윈샌즈 해전
굿윈샌즈 해전(Battle of Goodwin Sands) 또는 도버 해전(Battle of Dover)은 1652년 5월 19일(그레고리오력 1652년 5월 29일)에 영국 연방과 네덜란드 공화국 해군 사이에 벌어진 제1차 영국-네덜란드 전쟁 최초의 교전이었다.

## 배경
영국 의회는 1651년 10월 항해조례를 최초로 통과시켰다. 이것은 무역 의존도가 높은 네덜란드의 운송을 방해하기 위한 것이었다. 네덜란드 상인들 사이에서의 동요는 조지 에이스큐가 1652년 초 무역 금지령을 위반하고 바베이도스의 왕실 식민지와 거래하는 27척의 네덜란드 선박을 나포하면서 더욱 커져갔다. 양측 모두 전쟁 준비를 시작했지만, 1652년 5월 29일(영국에서 사용된 율리우스력으로 5월 19일) 도버 해협 근처에서 마르턴 트롬프 제독 휘하의 40척의 네덜란드 호송선과 로버트 블레이크 제독 휘하의 25척으로 구성된 영국 함대의 불행한 만남이 없었다면 전쟁은 더 늦춰졌을 것이다.

## 전투
크롬웰 조례에서는 북해 또는 도버 해협에 있는 모든 외국 함대에게 경의를 표하기 위해 깃발을 낮출 것을 요구하였지만, 트럼프는 영국보다 깃발을 낮출 이유가 없었기 때문에 그 요구에 응하지 않았다. 블레이크는 3발의 경고 발포를 했다. 세 번째 탄이 그의 배를 직격하여 선원들이 부상을 당하자 트롬프는 그의 기함 브레데로데(Brederode)에서 광역 사격으로 경고사격을 하여 응전했다. 분노한 블레이크는 광역 포격을 퍼붓었으며, 5시간 동안 전투가 이어졌다.

## 결과
두 함대는 모두 손실을 입었지만, 어두워지면서 네덜란드 함대는 호송선을 보호하기 위해 방어선에서 철수했고 잉글랜드는 두 척의 낙오된 네덜란드 배를 나포했다. 신트 로렌스(Sint Laurens)는 나포했지만 사용되지 않았고, 침몰하고 있는 상태에서 신트 마리아(Sint Maria)는 버려졌다가 이후 네덜란드로 반환되었다. 트롬프는 블레이크에게 변명을 했고, 전리선을 돌려달라고 요청했지만 블레이크는 이를 거부했다.
잉글랜드 연방은 1652년 7월 10일에 전쟁을 선포했다. 